# Cornelius Castoriadis

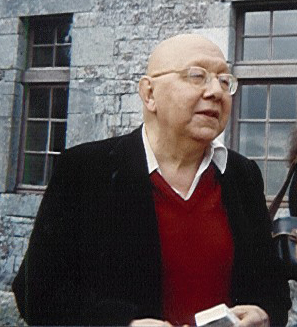
Cornelius Castoriadis

Cornelius Castoriadis (Κορνήλιος Καστοριάδης) (ur. 11 marca 1922 w Stambule  – zm. 26 grudnia 1997 w Paryżu) – francuski filozof i psychoanalityk pochodzenia greckiego. W 1946 zamieszkał na stałe w Paryżu. Stał się jedną z ważniejszych postaci francuskiego życia intelektualnego. Był jednym z twórców lewicowego pisma Socialisme ou Barbarie. Obok swojego głównego dzieła – "L’Institution imaginaire de la société", opublikował wiele pism o wielkim znaczeniu, zebranych w cykl "Les Carrefours du Labyrinthe". Współpracował m.in. z Edgar Morin nad kwestiami społecznymi.